# 1000
Leto 1000 (M)  je bilo prestopno leto, ki se je po julijanskem koledarju začelo v ponedeljek.

## Dogodki

### Evropa
- 9. maj - Benečani pod vodstvom doža Pietra II. Orseola premagajo hrvaške pirate v Dalmaciji.
- september - Bitka pri Svolderju: hud poraz norveškega kralja Olafa I. v pomorski bitki proti koaliciji Dancev (Sven I. Vilobradi) in Švedov (Olaf Švedski). Zmagovalca si Norveško razdelita med svoje vazalne vladarje.
- 25. december - Štefan I. je razglašen za ogrskega kralja. Uradno leto ustanovitve Kraljevine Ogrske oziroma Madžarske. Papež Silvester II. potrdi ustanovitev madžarske nadškofije v Esztergomu. ↓
- → Isto leto je na prošnjo poljskega vojvode Boleslava Hrabrega ustanovljena poljska nadškofija Gniezno s sufraganskimi škofijami Krakov, Vroclav in Kołobrzeg.
- Krščanstvo postane uradna vera na Islandiji.
- Vikingi vdrejo v Normandijo.

### Azija
- Arabski in takratni islamski svet na splošno doživlja ti. zlato dobo islama.
- Arabski učenjak Ibn al-Haitam napiše delo Velika optika.
- Verjetno obdobje odkritja smodnika na Kitajskem.

### Afrika
- Bantujsko ljudstvo Hutujev prispe v današnjo Ruando in Burundi.

### Severna Amerika
- Leif Erikson, nordijski viking in raziskovalec, stopi na tla Severne Amerike (področja Nove Anglije, Labradorja in Nove Fundlandije).
- Ob obali reke Mississippi uspeva cetoča indijanska kultura.

## Rojstva
- Adalbert Hamburški, nadškof Hamburga in Bremna († 1072)
- Bertold I., koroški vojvoda in mejni grof Verone († 1078)
- Konstantin IX. Monomah, bizantinski cesar († 1055)
- Mihael Kerularij, konstantionpelski patriarh († 1059)
- Yi Yuanji, kitajski slikar († 1064)

## Smrti
- Ahmad ibn Fadlan, arabski popotnik
- Al-Kudžandi, perzijski astronom in matematik (* 940)
- Al-Kuhi, perzijski matematik, fizik, astronom
- Huyan Zan, kitajski general, dinastija Song
- Olaf I., norveški kralj (* 969)